# ホテルメトロポリタン山形

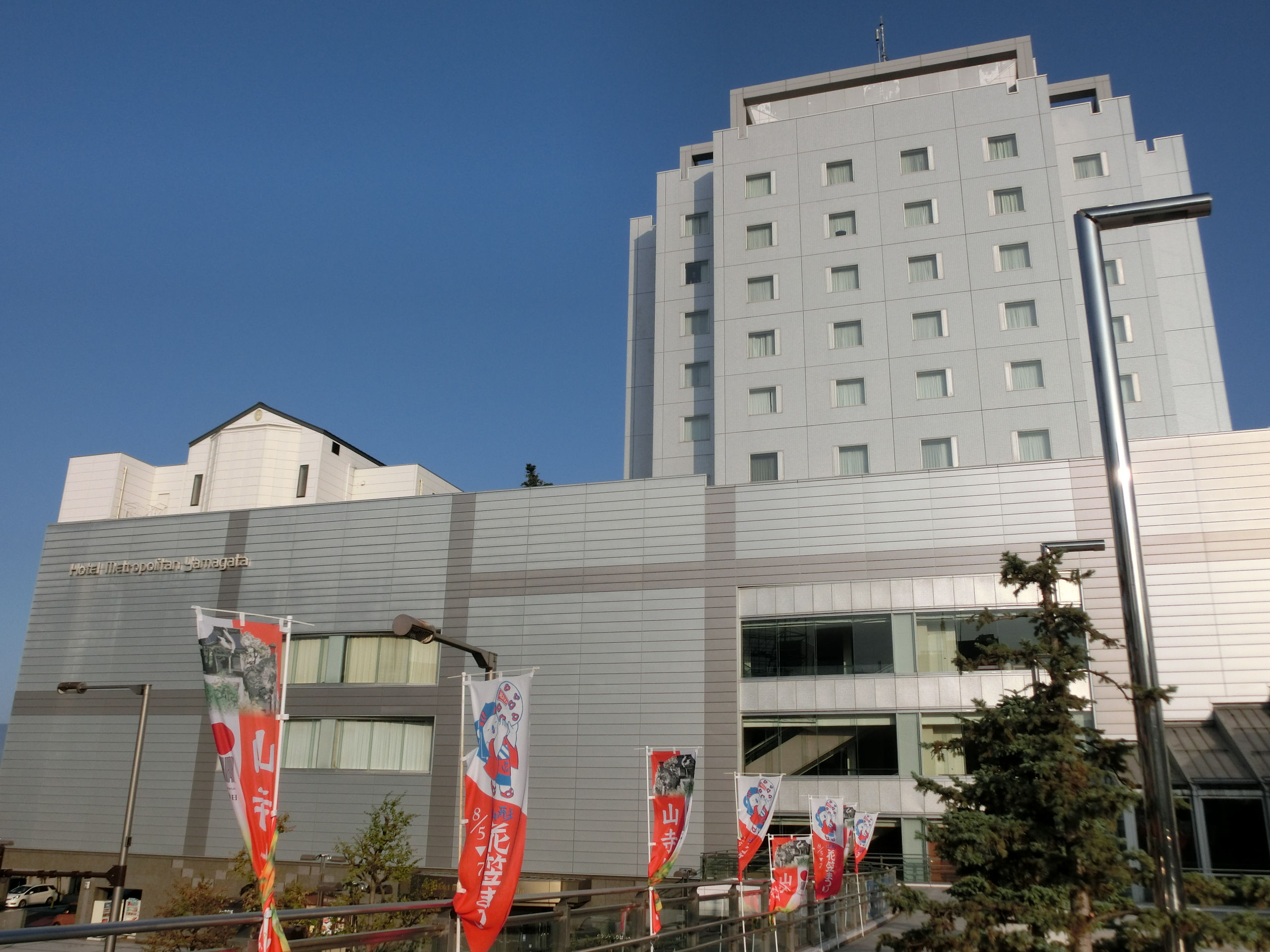

ホテルメトロポリタン山形（ホテルメトロポリタンやまがた、英称：Hotel Metropolitan Yamagata）は、山形県山形市にあるJR東日本ホテルズのシティホテルブランド「メトロポリタンホテルズ」の一つである。仙台ターミナルビルが運営する。

## 概要
山形新幹線開業を機に、民衆駅であった山形駅が改築されることとなり、1993年（平成5年）11月27日、ショッピングセンター部門の「メトロプラザ」（現・エスパル山形店）とともに開業した。ビルの南側部分および高層部をホテルが、北側部分をエスパルが占める。

### 増築
平面駐車場として使ってきた既存棟南東側の土地に建設を進めた南館が完成し、2020年（令和2年）11月12日に開業した。南館は11階建てで108室を設置し、室数は本館とあわせて224室となり市内最大規模となった。本館とは1階の渡り廊下でつなげ、県内作家の工芸品を展示するスペースも設けた。事業費は28億円。

## 沿革
- 1993年（平成5年）11月27日 - ホテルメトロポリタン山形・メトロプラザ（現・エスパル山形店）開業。
- 2004年（平成16年）10月1日 - 山形ターミナルビルを仙台ターミナルビルが合併。SC・ホテルとも仙台ターミナルビルの運営となる。
- 2005年（平成17年）6月25日 - SCの部門の名称をメトロプラザからエスパル山形店に変更。
- 2016年（平成28年）6月 - 6・7階の客室リニューアルを実施[4]。
- 2020年（令和2年）11月12日 - 増築した南館が開業。

## 施設
- レストラン
  - 日本料理・鉄板焼「最上亭」
  - ブラッスリー＆バー「ラ ガレ」
- 宴会場
  - 大宴会場「霞城」（4F）
  - 中宴会場「出羽」「朝日」（3F）
  - 小宴会場「ちとせ」「はやま」「たかはら」「のぼり路」（5F）